# Perruca

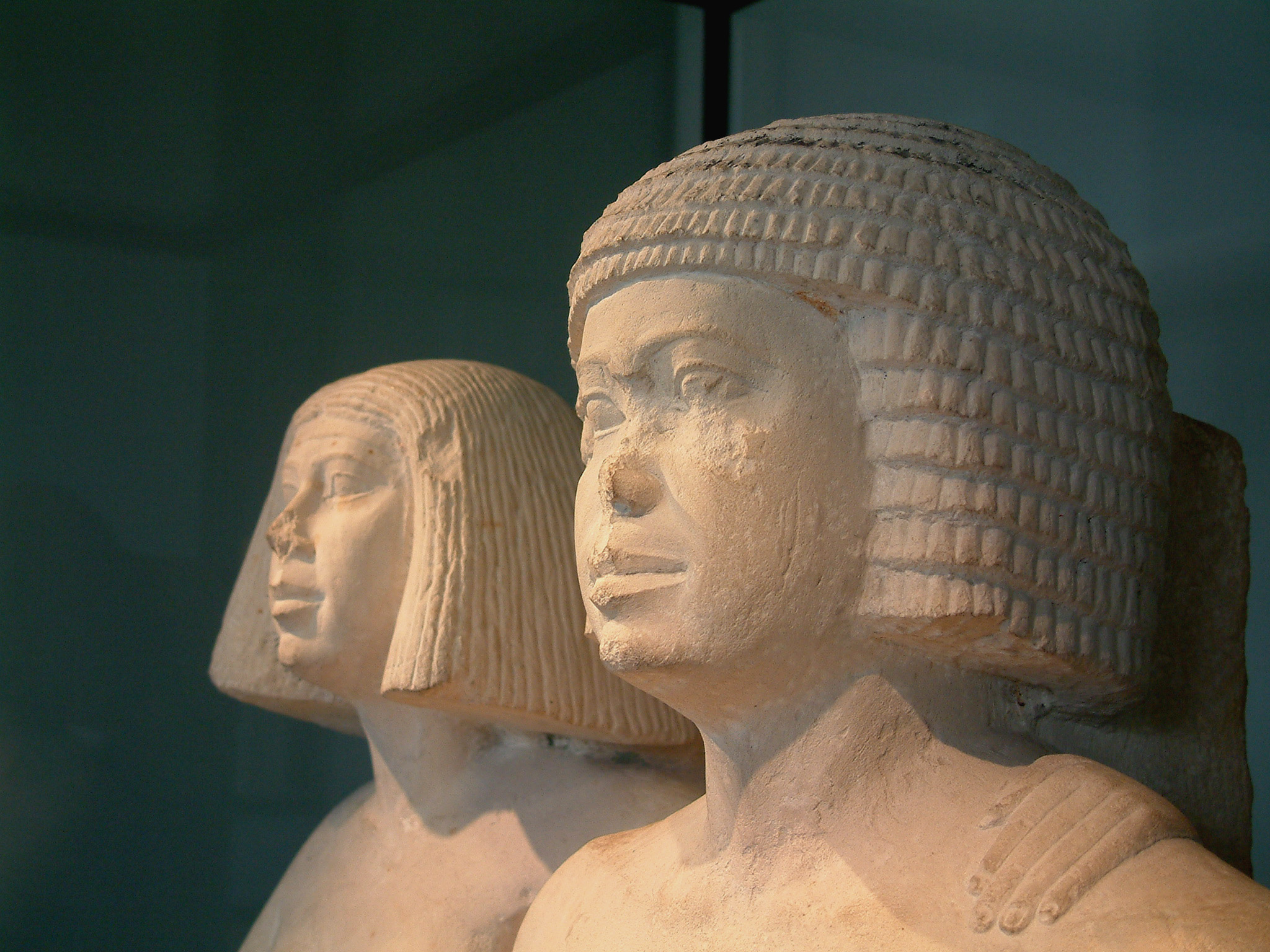
Home i dona egipcis que porten perruca

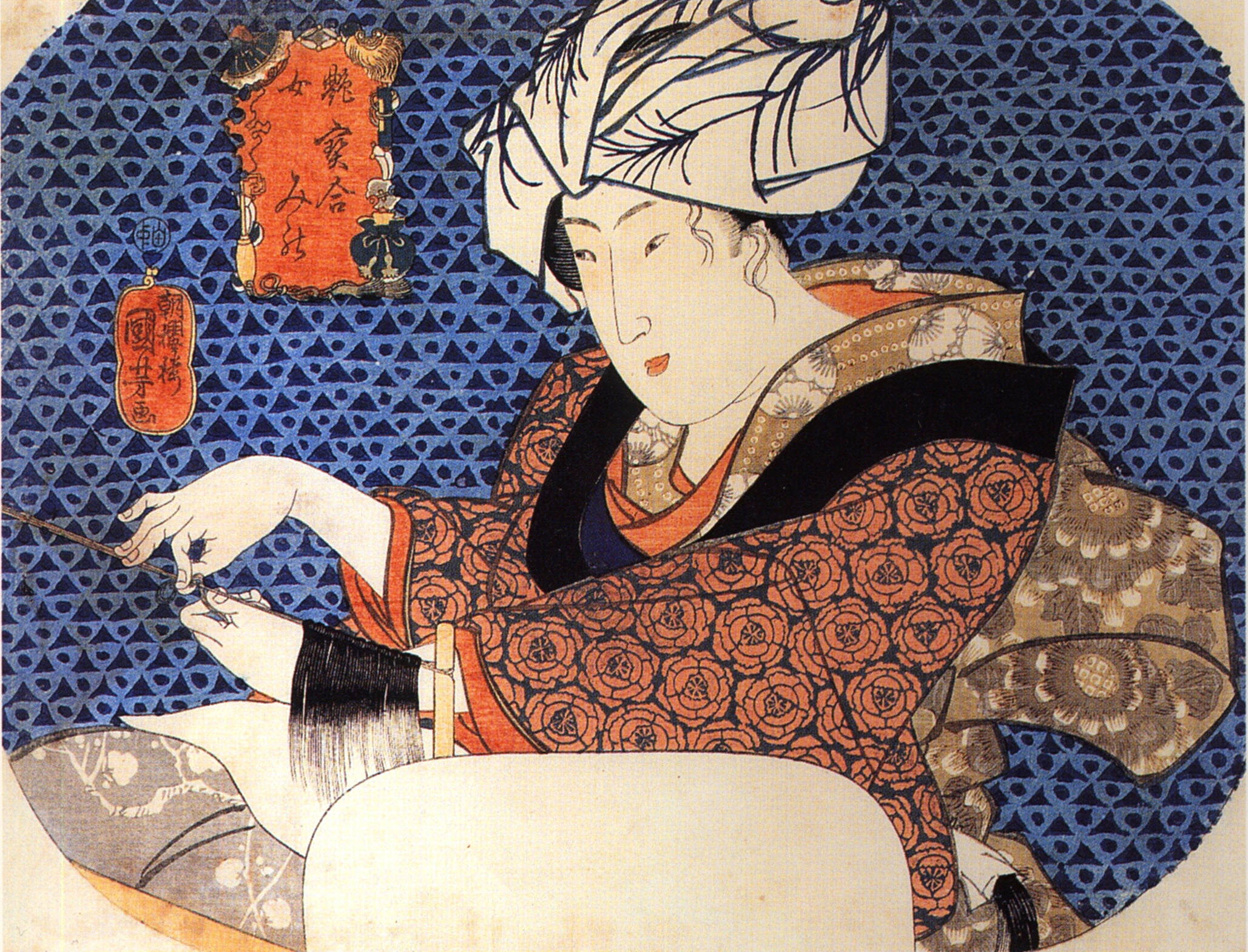
Dona fent una perruca, segle XIX

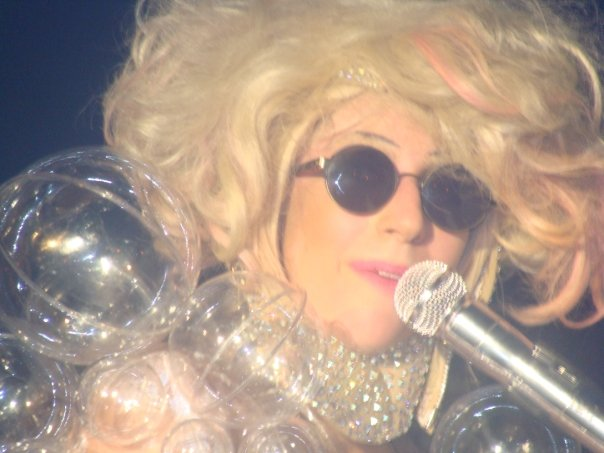
Estrelles musicals com Lady Gaga, Britney Spears i Beyoncé usen perruques

Una perruca (al País Valencià, també peluca) és una lligadura que imita una cabellera humana.

## Història
Fou usada des de l'antiguitat, sempre com a distintiu de les classes elevades, tant pels sumeris, els assiris i els medes com, especialment, pels egipcis, que les usaven de crinera o de plantes trenades. A l'antiga Roma fou un símbol de refinament, i era usada per les dones per a fer-se complicats pentinats romans i pels homes per a dissimular la pèrdua del cabell. Al Japó l'usaven els actors i les geishes. Durant l'edat mitjana a penes fou utilitzada a causa de les dures crítiques que l'església en feu, i que va dictaminar que una persona amb perruca no podia rebre la benedicció cristiana.
A Europa, al món catòlic i al protestant, per França (cort de Lluís XIII) i Països Baixos, respectivament; vers el 1633 s'inicià el costum de portar perruca de cabell natural, que es va estendre per a tot Europa i perdurà fins a la darreria del segle xviii. Al segle xviii foren de petites dimensions i empolvorades, blanques o argentades, les dels homes, pentinades amb una cua baixa, eren del mateix tipus que les que encara utilitzen actualment els jutges i advocats a la Gran Bretanya. El baró de Maldà en duia, com els altres nobles catalans de la seva època (portar perruca requeria fer venir cada dia un perruquer perquè quedés ben col·locada). A mitjans del segle xviii, durant el regnat de Lluís XIV de França, les perruques arribaren a tenir grans dimensions. Arran de la Revolució Francesa en desaparegué l'ús, fins que a la segona meitat del segle xx tornen a ésser utilitzades, de cabell natural o matèries sintètiques i de tota mena de colors, naturals o no.

## Curiositats
Al Teatre-Museu Dalí de Figueres hi ha una sala anomenada Mae West, com l'actriu del mateix nom, que és una instal·lació realitzada per Salvador Dalí i Òscar Tusquets el 1974 que té forma d'escenari de teatre al qual els diferents elements formen la cara de l'actriu. El teló és una perruca de 4,40 metres d'ample i 3,46 metres d'alçada, que va entrar en el Llibre Guinness dels Rècords com la més gran que s'havia confeccionat fins aleshores. L'escultor i perruquer Lluís Llongueras va crear la perruca instal·lada el 1976 i una de nova (l'antiga s'havia fet malbé amb el temps) l'any 2000.
El tenista André Agassi revela a la seva autobiografia que la seva obsessió per la imatge el va portar a utilitzar durant anys perruca, cosa que li va causar més d'una mala passada. Segons ell, va perdre la final del torneig de Roland Garros de 1990 per què la nit abans havia descobert que la seva perruca tenia problemes de fixació i va passar-se tot el partit pendent de si quèia.
A la ciutat de Nagoya (Japó), des de 2009 un esquadró d'homes policia es vesteixen cada nit vestits de dona "com si fossin uns transvestits radicals" per atrapar els carteristes que roben bosses. Acostumen a portar perruca i una bossa de marca coneguda i cara.